# Udžidži
Udžidži (anglicky Ujiji, německy Udschidschi) je město v Tanzanii. Nachází se v administrativním regionu Kigoma na východním pobřeží jezera Tanganika. V devatenáctém století bylo významným obchodním centrem, kterým procházely karavany s otroky, solí a slonovinou. Jako základnu ho využívali i evropští cestovatelé zkoumající africké vnitrozemí: došlo zde 10. listopadu 1871 k proslulému setkání Henryho Mortona Stanleyho s Davidem Livingstonem. Tuto událost připomíná pomník a malé muzeum. V padesátých letech 20. století je uváděno, že v Udžidži žilo dvanáct tisíc obyvatel, postupně je ale svým růstem zastínila severněji ležící Kigoma a obě města splynula v jednu aglomeraci.